# Gaidis Bērziņš
Pour les articles homonymes, voir Bērziņš.
Gaidis Bērziņš, né le 20 octobre 1970 à Riga, est un homme politique letton, membre de l'Alliance nationale (NA) et ayant appartenu à Pour la patrie et la liberté (TB/LNNK). Il est ministre de la Justice entre 2006 et 2009, de 2011 à 2012, et en 2014.

## Biographie
Il est diplôme en droit de l'université de Lettonie et avocat de profession. Le 7 novembre 2006, il est nommé ministre de la Justice dans la coalition d'Aigars Kalvītis, et reconduit le 20 décembre 2007, dans celle d'Ivars Godmanis.
Remplacé le 12 mars 2009, lorsque son parti n'est pas maintenu au pouvoir par le nouveau Premier ministre, Valdis Dombrovskis, il se présente aux élections législatives du 2 octobre 2010 et est élu député à la Saeima, où il devient secrétaire de la commission de la Justice.
Aux élections législatives anticipées du 17 septembre 2011, il est candidat de l'Alliance nationale (NA) à la direction du gouvernement, et classe sa coalition en quatrième position avec 13,8 % des voix et 14 députés sur 100. La NA ayant, cette fois-ci, intégré le nouveau gouvernement de Dombrovskis, Gaidis Bērziņš est nommé, le 25 octobre, ministre de la Justice.
Il démissionne le 21 juin 2012, à la suite d'un conflit avec le Premier ministre. Il retrouve ces fonctions environ deux ans plus tard, le 21 août 2014, dans le premier gouvernement de Laimdota Straujuma. Il est remplacé par Dzintars Rasnačs, également issu de la NA, le 5 novembre suivant.